# Crambione mastigophora
Crambione mastigophora är en manetart som beskrevs av Maas 1903. Crambione mastigophora ingår i släktet Crambione och familjen Catostylidae. Inga underarter finns listade i Catalogue of Life.